# Léon Valade

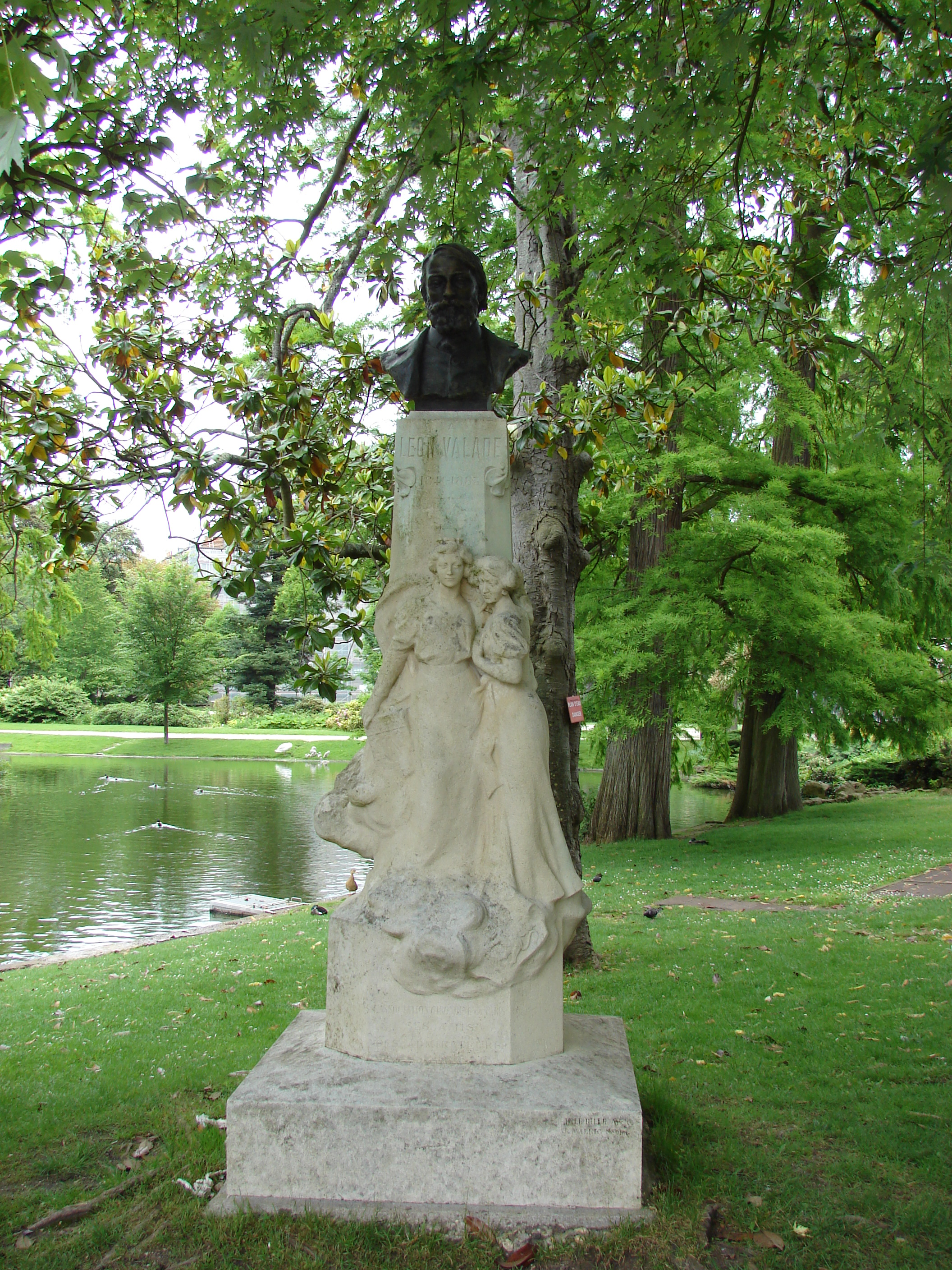
Denkmal mit Büste Valades

Léon Valade (* 1841 in Bordeaux; † 1883 in Paris) war ein französischer Schriftsteller.
Valade absolvierte erfolgreich seine Schulzeit auf dem ehemaligen Jesuitenkolleg Lycée Louis-le-Grand. Anschließend arbeitete er für einige Zeit als Privatsekretär des Philosophen Victor Cousin. Später wechselte Valade dann zur Stadtverwaltung von Paris und war im Rathaus angestellt.
Daneben konnte Valade als Schriftsteller debütieren und machte dabei die Bekanntschaft mit Émile Blémont. Zusammen mit diesem verfasste Valade mehrere erfolgreiche Theaterstücke. Durch Blémont kam er auch in Kontakt mit den Parnassiens, zu denen man ihn selbst heute zählt. Alphonse Lemerre nahm einige Gedichte in die später berühmt gewordene Anthologie Le Parnasse contemporain mit auf.
In seiner Heimatstadt Bordeaux wurde ihm zu ehren ein Denkmal aufgestellt.

## Werke (Auswahl)
Lyrik
- Avril, Mai, June. 1863 (zusammen mit Albert Mérat)
- Poésies. 1883
- Poésies posthumes. 1890

Theaterstücke
- Le barbier de Pèzenas. Comédie. (zusammen mit Émile Blémont)
- Molière à Auteuil. (zusammen mit Émile Blémont)
- La raison du moins fort. Comédie. (zusammen mit Émile Blémont)

Übersetzungen
- Heinrich Heine: L’intermezzo (zusammen mit Albert Mérat)